# Cecilioides bourguignatiana
Cecilioides bourguignatiana is een slakkensoort uit de familie van de Ferussaciidae. De wetenschappelijke naam van de soort is voor het eerst geldig gepubliceerd in 1862 door Benoit.